# Ascidia sydneiensis
Ascidia sydneiensis är en sjöpungsart som beskrevs av William Stimpson 1855. Ascidia sydneiensis ingår i släktet Ascidia och familjen Ascidiidae. Inga underarter finns listade i Catalogue of Life.